# Erwin Giesing
Erwin Giesing (* 7. Dezember 1907 in Oberhausen; † 22. Mai 1977 in Krefeld) war ein deutscher HNO-Arzt und Begleitarzt Adolf Hitlers.

## Leben
Giesing absolvierte nach dem Abitur ab 1926 ein Studium der Medizin an den Universitäten Marburg, Düsseldorf und Köln. Nach Studienabschluss wurde er 1932 in Köln zum Dr. med. promoviert. Anschließend war er Assistenzarzt am Rudolf-Virchow-Krankenhaus und nach seiner 1936 beendeten Facharztausbildung zum HNO-Arzt bis 1939 an dieser Klinik fachärztlich tätig.
Giesing war bereits vor der Machtübergabe an die Nationalsozialisten zum 1. August 1932 der NSDAP beigetreten (Mitgliedsnummer 1.289.104). Zudem war er Mitglied der SA, in der er den Rang eines SA-Sturmbannführers erreichte. Nach Beginn des Zweiten Weltkrieges leistete er Militärdienst bei der Wehrmacht und war an mehreren Lazaretten tätig, ab 1940 als Oberarzt der Reserve. Zuletzt war er Oberstabsarzt der Luftwaffe.
Nach dem Attentat vom 20. Juli 1944 wurde er zur Behandlung von Adolf Hitlers Ohrenverletzungen in das „Führerhauptquartier Wolfsschanze“ gerufen. Nach dem ersten Zusammentreffen Giesings mit Hitler machte dieser auf ihn „den Eindruck eines gealterten, verbrauchten und erschöpften Mannes“. Nachdem Hitlers Begleitärzte Karl Brandt und Hanskarl von Hasselbach die Behandlungspraktiken von dessen Leibarzt Theo Morell kritisiert hatten, wurde Giesing als Initiator des Ärztestreits Anfang Oktober 1944 neben Brandt und Hasselbach als Begleitarzt entlassen.
Nach Kriegsende befand er sich in amerikanischer Internierung und wurde zu Hitlers Krankheiten mehrfach vernommen und legte am 12. Juni 1945 bei der amerikanischen Military Field Intelligence Unit einen „Bericht über meine Behandlung bei Hitler“ und im November 1945 eine weitere entsprechende Abhandlung vor. Im März 1947 wurde er aus der Internierung entlassen. Anschließend zog er zu seiner Familie nach Krefeld, wo er sich als HNO-Arzt niederließ. Er gab später unter anderem geschichtsrevisionistischen Autoren wie David Irving und Werner Maser sowie im Fernsehen Auskünfte zu Hitlers Erkrankungen, die jedoch von Zeitzeugen und Historikern teils als wenig glaubhaft eingestuft werden.